# Kreis Verzasca
Der Kreis Verzasca bildet zusammen mit den Kreisen Gambarogno, Isole, Locarno, Melezza, Navegna und Onsernone den Bezirk Locarno des Schweizer Kantons Tessin. Der Sitz des Kreisamtes ist in Verzasca.

## Die Gemeinde
Der Kreis setzt sich aus folgender Gemeinde zusammen:
| Wappen   | Name der Gemeinde | Einwohner 31. Dezember 2023 | Fläche in km² | BFS-Nr. |
| -------- | ----------------- | --------------------------- | ------------- | ------- |
| Verzasca | Verzasca          | 786                         | 218,48        | 5399    |

## Geschichte

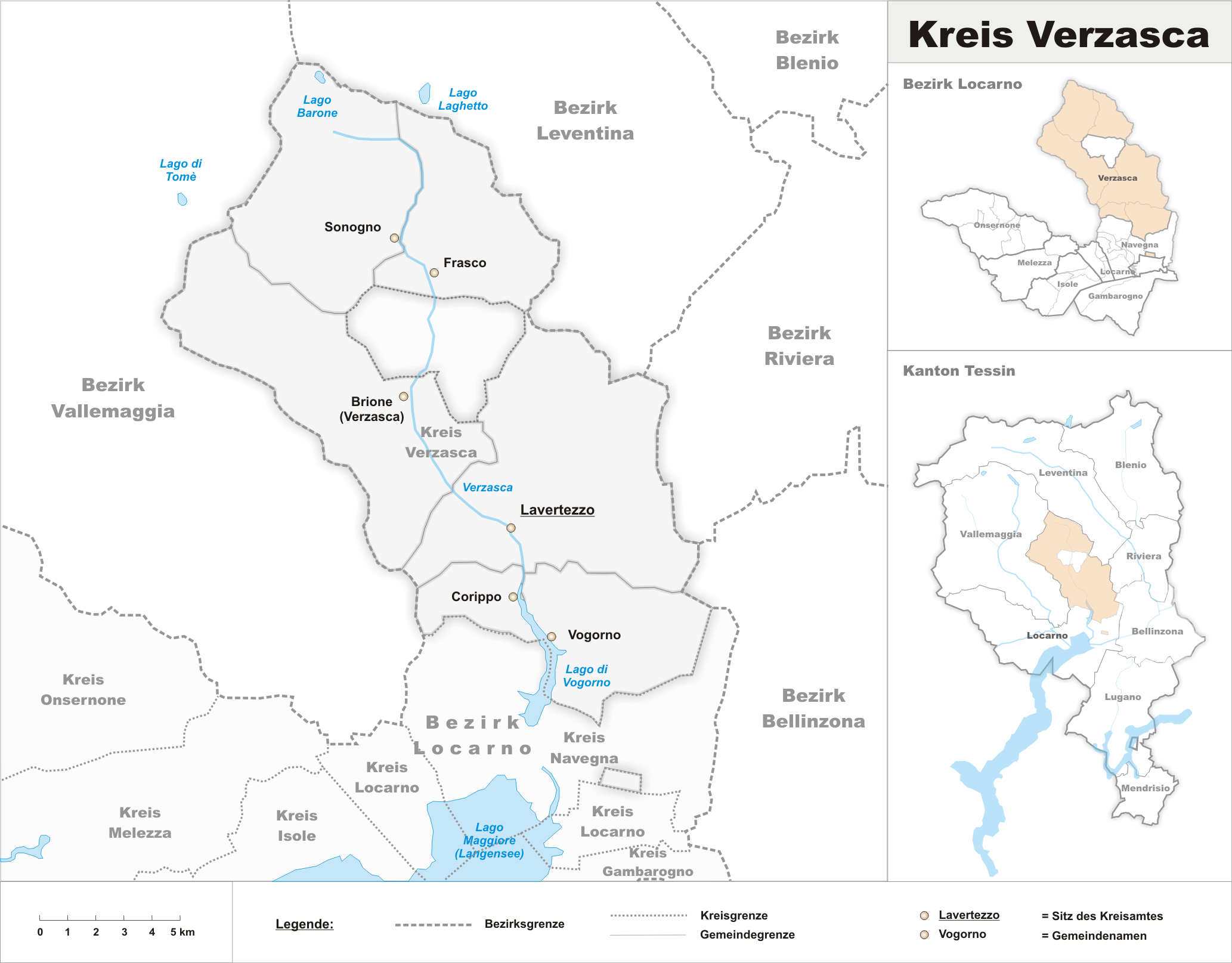
Der Kreis Verzasca vor 2020

Gambarogno |
Isole |
Locarno |
Melezza |
Navegna |
Onsernone |
Verzasca
Kanton Tessin |
Bezirke der Schweiz |
Gemeinden des Kantons Tessin